# Rigadin a l'âme sensible
Rigadin a l'âme sensible è un cortometraggio del 1911 diretto da Georges Monca.